# Pena Schmidt
Augusto José Botelho Schmidt (Taubaté, 1950), também conhecido como Pena Schmidt, é um produtor musical, ex-executivo e diretor de gravadoras brasileiro. Esteve na Warner Music e é o responsável direto pelo surgimento das bandas Titãs, Ira!, Ultraje a Rigor, Magazine entre outros. Também foi proprietário do selo independente Tinitus, ex-presidente de Associação Brasileira de Música Independente (ABMI), diretor de palco e proprietário da empresa de produção musical StageBrainz, ex-superintendente do Auditório Ibirapuera e Diretor do Centro Cultural São Paulo. Atua na #listadaslistas, em pesquisa, consultoria e curadoria musical.
Técnico em eletrônica, operou o primeiro sintetizador no Brasil, um ARP2500 no Estúdio Prova em 1972. Trabalhando com Cláudio César Dias Baptista, montou e operou o primeiro equipamento de som onde o técnico ficava numa mesa no centro da plateia, para Os Mutantes, em 1973. A partir desta experiência como técnico de som, inicia uma época onde trabalhou nos principais eventos de música ao vivo, como Hollywood Rock, Festival de Águas Claras e especialmente no Free Jazz Festival, em todas as edições como diretor de palco e diretor técnico.
Como produtor de discos, trabalhou para a Continental Discos, WEA, Som Livre e sua gravadora Tinitus. Produziu cerca de 50 discos com hits que ainda são tocados no rádio. Contatou e produziu artistas de longa carreira, como Titãs, Ultraje a Rigor, Ira! e Os Mulheres Negras.

## Biografia
Pena Schmidt teve seu primeiro contato com o mundo da música através da banda inglesa The Beatles, quando tinha 16 anos, em 1966. "Vi que faziam algo diferente para a época. Aquilo me entusiasmou.".  Nunca, porém, teve afinidade para o aprendizado de instrumentos musicais, havendo estudado violão e piano, confessando, anos mais tarde, que "minha mão não era de música. O ouvido era".
Deixou sua cidade natal, Taubaté, ainda muito pequeno, para ser criado em Santos. Aos 18 anos, seguiu rumo a Minas Gerais, onde foi estudar na Escola Técnica de Eletrônica de Santa Rita do Sapucaí.
Estudando em revistas importadas que tratavam sobre áudio, Pena Schmidt conseguiu o seu segundo emprego, no Estúdio Scatena, em São Paulo. "Recusei as melhores ofertas de multinacionais de tecnologia. Queria trabalhar com música. Minha primeira atividade registrada em carteira foi na fábrica de instrumentos Giannini. A partir daí, me meti numa série de atividades que acabaram culminando com o convite do Scatena. Ganhei o emprego porque fui o único que soube fazer funcionar um equipamento de som recém-chegado ao Brasil, o ARP2500.".
Convidado a trabalhar exclusivamente com o grupo Os Mutantes, Pena Schmidt se desligou do Estúdio Scatena e se mudou para a Serra da Cantareira, junto com a banda, em 1974. Ali ajudou Claudio Cesar Dias Baptista a construir um equipamento de som pioneiro, com a mesa de som na plateia. Depois seguiu em turnê com a banda por todo o pais. Em seguida inicia sua carreira de técnico de som operando os primeiros shows de rock setentista e festivais, construindo equipamentos para Rita Lee e iniciando seu trabalho em estúdio com Novos Baianos, Som Nosso de Cada Dia , Moto Perpétuo e Walter Franco, entre outros.
Pena Schmidt passou, então, a coordenar a produção dos maiores festivais brasileiros. O primeiro Hollywood Rock, realizado no Rio de Janeiro em 1975, produzido por Nelson Motta, contou com as apresentações do  Montreaux Jazz no Anhem bi e na TV Cultura, ainda nos anos 70, o Festival de Águas Claras; mais tarde, a primeira edição do Free Jazz Festival, ambos em 1985.
Depois de passar pela gravadora Continental, onde produziu o primeiro disco de Almir Sater, Pena Schmidt, entre o final de década de 1970 e o início da década de 1980 deixou a música de lado, fundando uma fábrica de pipas de náilon, Kits & Kitees, que gerou 4 filiais pelo país. Retornou ao mundo da música a convite de André Midani, da WEA, que tentava fazer com que sua companhia de discos emplacasse na capital paulistana. Pena Schmidt recebeu, então, a incumbência de trazer para o selo todo artista ou banda em que identificasse possibilidade de sucesso popular.
Por causa disso, Titãs, o Ira! e o Ultraje a Rigor assinaram seus primeiros contratos com a Warner Music. "O mérito não é meu. Sou só a mão-de-obra, aquele que ajuda a realizar", frisou em entrevista.
Durante os anos 90 montou seu selo Tinitus, onde lançou 37 discos, até 1999. Fez parte da fundação da ABMI - Associação Brasileira da Música Independente, onde exerceu os dois primeiros mandatos de presidente, entre 2000 e 2003, quando vai para a gravadora Trama como Diretor Geral, até o encerramento do selo. 
Em 2004, inaugurou o Auditório Ibirapuera, na qual dirigiu até 2012. Em 2014 foi para o Centro Cultural São Paulo, onde trabalhou como diretor até 2016.

## Discos que produziu
- 1974 - Snegs - (Som Nosso de Cada Dia) - Continental
- 1976 - Ao Vivo - (Mutantes) - Som Livre
- 1983 - LP Magazine - (Magazine) - Elektra
- 1983 - As Mais da Bandeirantes (compilação) - (Magazine) - Disco Ban/WEA
- 1983 - Sou Boy (compacto) - (Magazine) - Elektra
- 1983 - Adivinhão/Casa da Mãe (compacto) - (Magazine) - Elektra
- 1983 - Professor Digital - (Agentss) - Elektra
- 1984 - Titãs - (Titãs) - WEA
- 1984 - Gritos na Multidão/Pobre Paulista -  (Ira!) - WEA
- 1984 - Eu Me Amo (compacto) - (Ultraje a Rigor) - Warner Music
- 1984 - Tic Tic Nervoso - (Magazine) - Elektra
- 1985 - Nós Vamos Invadir Sua Praia - (Ultraje a Rigor) - WEA
- 1985 - Comeu - (Magazine) - Elektra
- 1985 - Glub Glub no Clube - (Magazine) - Elektra
- 1985 - Mudança de Comportamento - (Ira!) - WEA
- 1986 - Cabeça Dinossauro - (Titãs) - WEA
- 1986 - Viva - (Camisa de Vênus) - RGE
- 1986 - Vivendo e Não Aprendendo - (Ira!)
- 1986 - Correndo o Risco - (Camisa de Vênus) - RGE
- 1986 - Liberdade para Marylou (compacto) - (Ultraje a Rigor) - WEA
- 1987 - Muita Estrela, Pouca Constelação (compacto) - (Camisa de Vênus) - RGE
- 1989 - Pastor João e a Igreja Invisível (compacto) - (Raul Seixas e Marcelo Nova) - WEA
- 1991 - Meninos da Rua Paulo - (Ira!) - WEA